# Damian Galeja
Damian Galeja (ur. 5 lutego 1976 roku w Chorzowie) – polski piłkarz. Grał na pozycji pomocnika.

## Kariera piłkarska
Pierwszym klubem zawodnika był Ruch Chorzów, z którym był związany od sezonu 1991/1992. W kolejnych dwóch sezonach reprezentował Uranię Ruda Śląska, po czym ponownie wrócił do Chorzowa. Wtedy strzelił swoją pierwszą bramkę w najwyższej klasie rozgrywkowej w Polsce. Sezon 1996/1997 rozpoczął w Ruchu Radzionków i dopiero wiosną 2000 trafił do innego klubu – Polonii Bytom. W 2007 podjął pracę jako grający trener w czwartoligowym GKS Tychy. Od sezonu 2008/2009 reprezentował barwy LZS-u Piotrówka.

## Kariera trenerska
Od 22 czerwca 2007 Galeja został grającym trenerem GKS-u Tychy. 26 listopada 2007 Damian po meczu Pucharu Polski z Wisłą Kraków pojechał na staż do krakowskiego klubu. Galeja pojechał na mecz Puchar Ekstraklasy z Górnikiem Zabrze i prowadził rozgrzewkę przed treningiem Wisły. Staż skończył 30 listopada tego roku.
11 listopada 2008 trener drugoligowego GKS-u Tychy, Damian Galeja został zwolniony z pełnionej funkcji. Kontynuował jednak pracę w tym klubie i trenował młodzież. 23 marca 2009 podjął pracę w trzecioligowym Rozwoju Katowice. Został zwolniony po 2 kolejkach sezonu 2010/2011 - 24 sierpnia 2010. 23 września 2010 roku zostaje trenerem Zagłębia Dąbrowa Górnicza i pełni tę funkcję do 11 maja 2011 roku. 24 czerwca 2011 został trenerem Energetyka ROW Rybnik, zwolniony 6 września tego samego roku. Od 19 kwietnia 2012 roku był trenerem Gwarka Ornontowice. W lipcu 2015 został trenerem Ruchu Radzionków.